# 汉堡唐人街

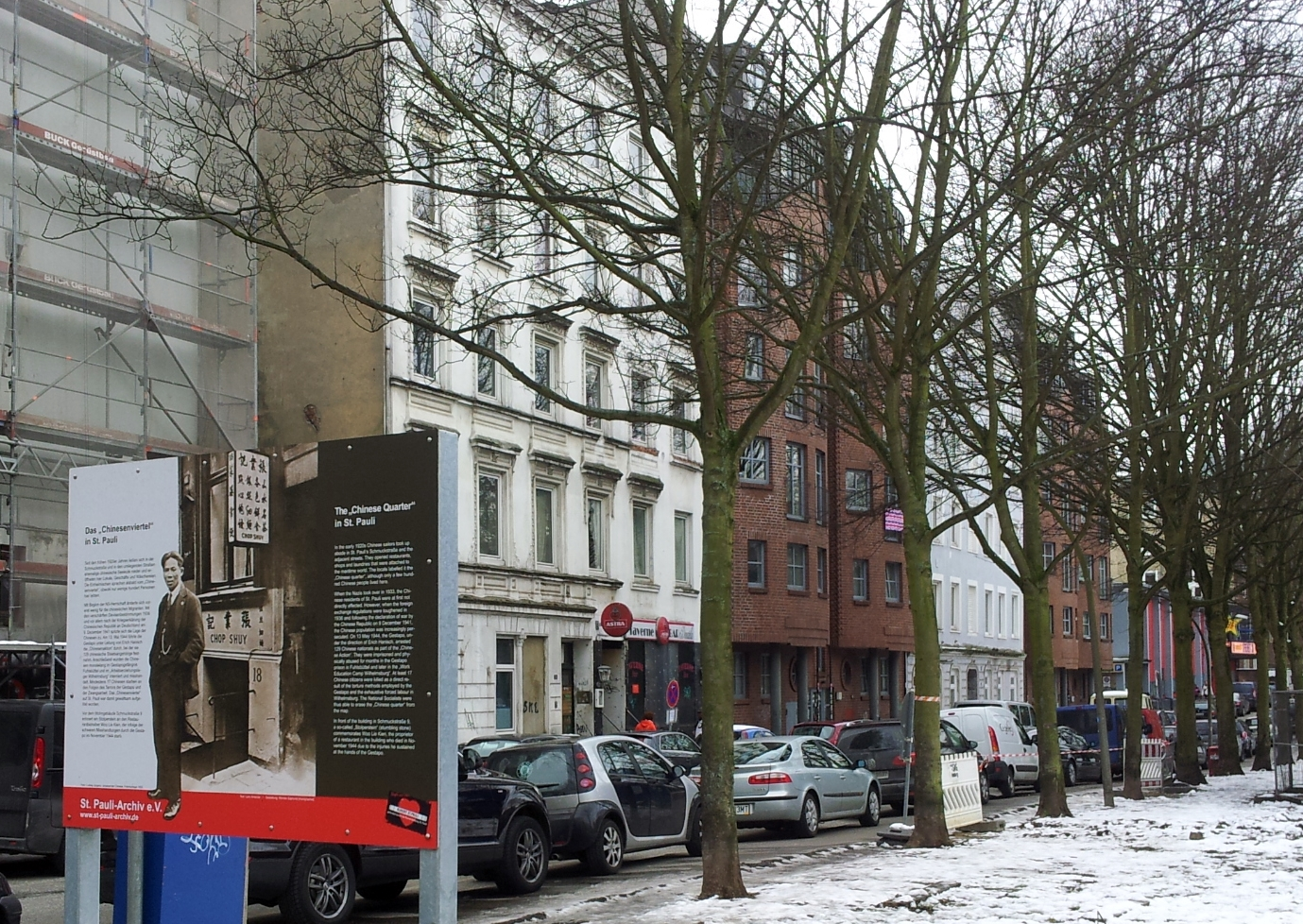
2013年汉堡圣保利首饰街的汉堡唐人街原址，已经面目全非，只有一块纪念牌上记载着过去的历史

汉堡唐人街或者汉堡中国城（德語：Hamburger Chinesenviertel）是曾位于德国汉堡圣保利的一处唐人街。汉堡唐人街最初在1890年代开始形成规模，在1920年代达到巅峰，一时成为了德国最大的华人社区，并以中西合璧的娱乐产业成为了享誉全德的一景。纳粹党上台后，德国政府开始对汉堡唐人街施压，迫使大量华人离开，并最终在1944年的“中国人行动”中将其清除。从此汉堡乃至整个德国再也没有出现过成规模的唐人街。但在阿爾特米爾河畔迪特富特，會定期舉辦多數由德國人參與的「中國狂歡節」。

## 鼎盛时期

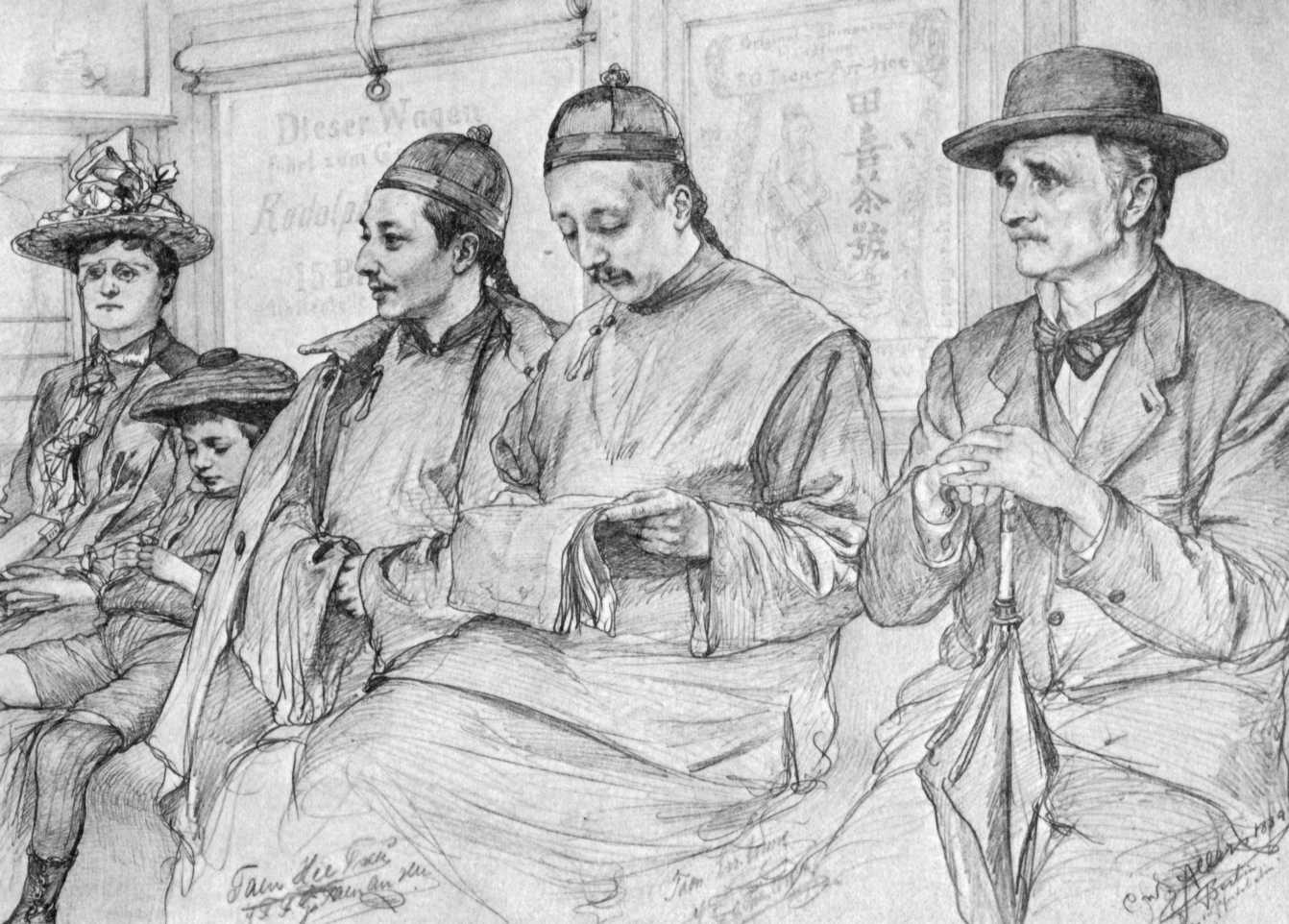
《有轨马车上的中国人》（Chinesen in der Pferdebahn），克里斯蒂安·威廉·阿勒斯为1889年小说《雅典狂欢》（Spreeathener）所作的版画插图

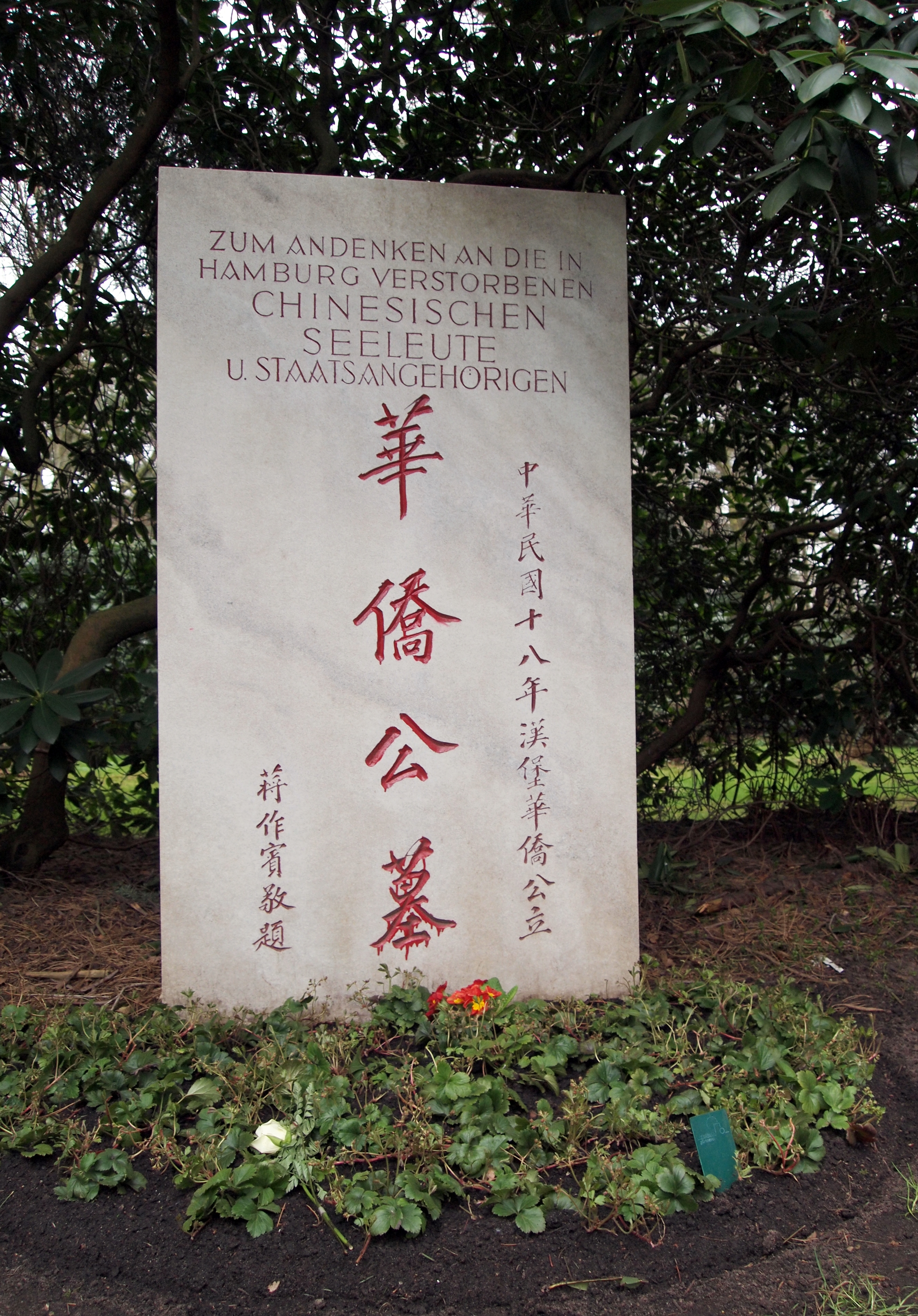
位于汉堡奥尔斯多夫墓园中的华人公墓，由蔣作賓題字

直到冷战末期，居住在德国的中国人（相比来自其他国家的移民）数量始终并不多，在德国的影响力也有限，仅仅在汉堡、不来梅和柏林这几个大城市形成了具规模的华人社区。最初到达德国的中国人多是19世纪末20世纪初来自广东和浙江的船员水手，这些人在抵达德国后，通常会在船只维护、装货的时候上岸休假一段时间。久而久之，在汉堡和不来梅这样的德国北部港口城市便开始出现了中国人的聚集区。位于汉堡中区圣保利的汉堡唐人街最终成为了德国最大的华人社区。汉堡唐人街位于圣保利的主干道绳索街旁，从首饰街（德語：Schmuckstraße）到大自由街（德語：Großer Freiheit）的一片区域。当1921年中国驻汉堡总领事馆设立时，此处已有超过2000名华人居住，除了职业水手，绝大多数华人都以餐饮业和娱乐业为生，经营着大量的中餐馆、酒吧、咖啡馆和歌舞厅，除此之外也有诸如鸦片馆和赌场之类的非法场所，管理着鸦片和武器的走私贸易。虽然规模远不比同时期著名的伦敦和洛杉矶唐人街，但结合了中国饮食和西方娱乐的汉堡唐人街依然很受德国当地人的欢迎。到1920年代，混乱神秘又热闹非凡的汉堡唐人街已经成了享誉全德的著名景点。
20世纪初的著名德国作家库尔特·图霍夫斯基就在他的书中对汉堡唐人街有过生动的描述：
在中国餐馆里，全体员工与顾客们一边唱一边跳，所有人齐声地咆哮着。
 — 《午夜十二点半的绳索街》（Auf der Reeperbahn nachts um halb eins）1927年
对路德维希·于尔根这样的很多德国人来说，充满了东方异域风情的汉堡唐人街一直便是一个神秘的所在：
圣保利的中国依然还是那一副安静、平和、永远微笑的面容，但没人能确定这到底是不是他的真面目。首饰街边的房间全是黄种人的家，每一个地窖壁墙或者大门上方都透着那种奇艺的感觉。窗户都紧紧闭着，偶尔才会射出一束狭窄昏暗的灯光，或者一个人影转瞬即逝，但没有丝毫声音能传到窗外。所有的一切都半掩在一层神秘的面纱后……她到底是想沉浸在鸦片的迷幻中，还是跑去追寻其第二大爱好赌博，没人知道。
 — 《中国城》（Chinesenviertel）1930年
当地针对亚洲人的种族歧视一直存在，一些德国人对唐人街内暗藏的黑帮和走私犯深感不安（虽然唐人街内的确存在非法活动，但實情往往被誇大），1925年右翼保守的的《德意志报》甚至还将中国移民称之为“黄祸”。但因为20世纪初如火如荼的中德合作，德国官方并没有对华人采取太过份的制裁手段。随着1920年代初中国总领事馆在德国的建立，中华民国政府方面也得以通过官方渠道为德国华人提供法律保护。德国的第一个正式华人协会“水手馆”便于1929年的双十节由德国华侨陈纪林在汉堡唐人街成立。

## 纳粹迫害
1944年5月13日，盖世太保针对汉堡唐人街展开了代号为“中国人行动”（Chinesenaktion）的大规模抓捕。尽管水手馆的领袖陈纪林通过在纳粹当局内部的眼线事先探听到风声，并组织了超过100名华人逃离，但还是有129名华人和少数与华人同居的德国女人留在首饰街。这次中国行动由阿尔伯特·施韦尔姆（Albert Schwelm）的汉堡盖世太保负责，从封锁周边道路到挨家挨户的搜捕共动用超过200名汉堡警察和盖世太保人员，比首饰街最后剩下的居民总数还要多。在这次行动中，以“通敌罪”被集体逮捕的最后一批129名德国华人先是被押送到著名的汉堡第15号戴维警局，之后又被转移到霍尔斯滕格拉斯大街（Holstenglacis Straße）的汉堡拘留所，最终被关入了福尔斯比特监狱（该监狱的一部分曾被改装成纳粹集中营）。华人囚犯们在这里受到盖世太保的残酷虐待，不少人都死于狱中。在行动中因与华人同居被捕的德国女性（她们或是华人的女友或妻子，或只是华人的朋友）也被纳粹当局冠以“中国荡妇”的名号，以“种族亵渎”罪将其送往集中营，这些妇女的具体姓名以及人数已经无从查找。
1944年9月，约60至80名华人囚犯从福尔斯比特监狱转到威廉堡的明日劳动营，使得明日劳动营成为纳粹德国最大的华人囚犯集中地。劳动营内的政治犯们被强迫参加汉堡和附近地区的劳动，或在工厂中从事低等工作，或在郊外为国防军和警察部队挖掘工事，实际上就是形同奴隶使用。根据纳粹官方文件可以确认，因虐待和劳累过度在劳动营中遇难的华人为17名，然而由于在战争末期德国动荡，记录混乱而且大量档案丢失，真正的死亡人数可能要高得多。

## 战后结局

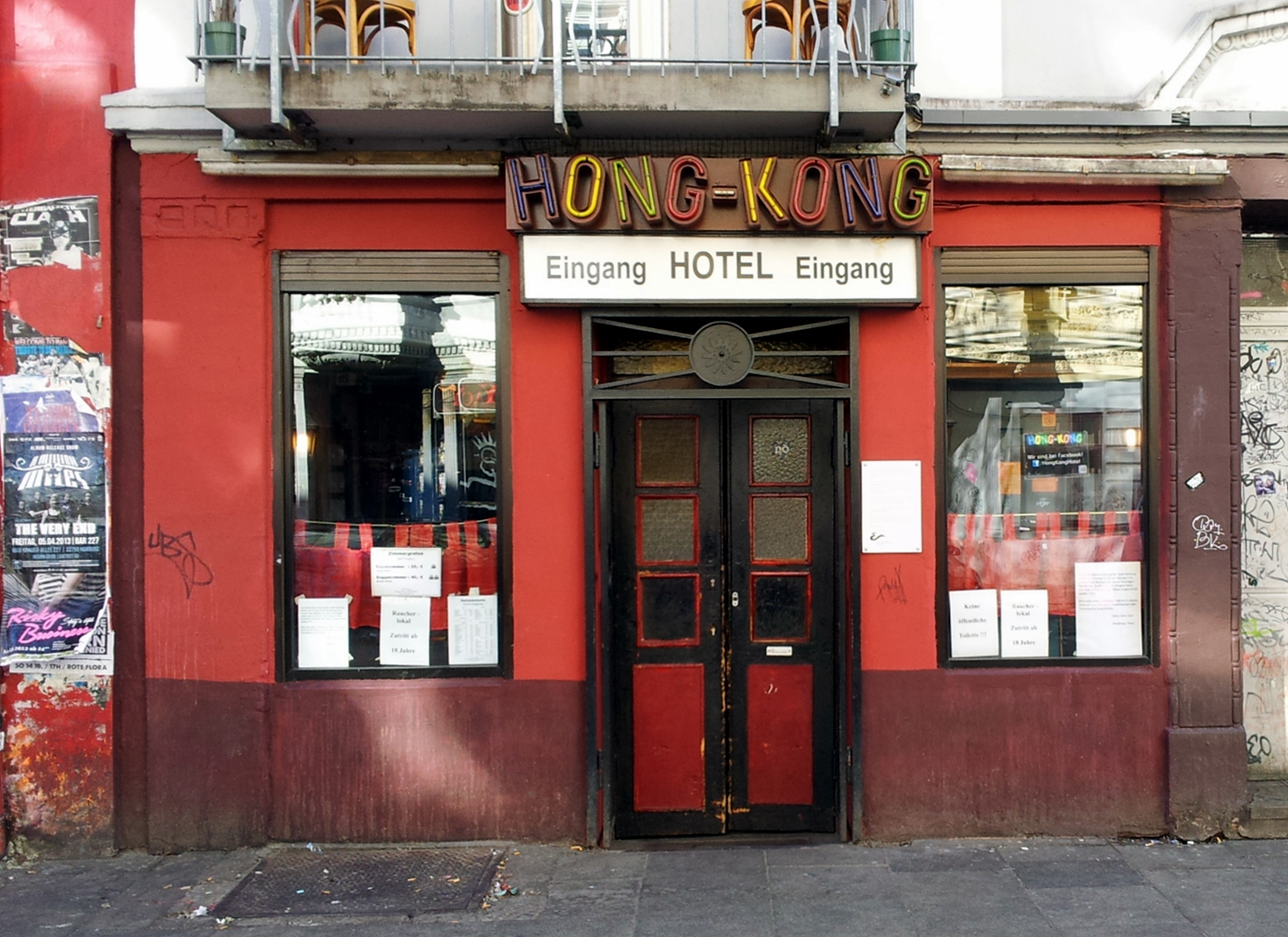
如今坐落于离首饰街不远的保罗－卢森街（Paul-Roosen-Str.）上的香港饭店

当中国国民政府在战后开始收容在德华人时，只确认了148名中国行动中的幸存华人。这些幸存者们绝大多数都选择回到中国，仅有少数人依然决定留在德国。其中之一的便是张添林，他在中国行动后被关在福尔斯比特监狱，后又辗转多个劳动营和集中营。张添林在1945年4月18日从德国北部基尔的劳动营获释后，回到已经没有华人的汉堡唐人街，并开办了战后德国的第一家中餐馆（战前德国所有的中餐馆和华人旅馆都已由纳粹摧毁）。张添林在1983年（也有一说1981年）去世后，这家名叫“香港饭店”（Hong Kong Bar）的小旅馆由其女张雪芳（Marietta Solty）继续经营，至今仍然营业，是当地不少老水手们喜欢聚集的地方，也是曾经在20世纪初名噪一时的汉堡唐人街所留下的最后痕迹。张雪芳于2021年6月7日去世，享年78岁。
以张添林为首的一些中国行动的华人幸存者战后曾向联邦德国政府申请赔偿，或者至少退换盖世太保和纳粹当局没收的个人财物，却遭赔偿办公室（Wiedergutmachungsamt）拒绝，理由是中国行动并非纳粹大屠杀的一部分。法院最终也判定盖世太保和汉堡警察在1944年针对中国人的大规模抓捕有着非纳粹种族主义的正当政治理由，所以中国行动只是一次“普通的警察行动”，德国政府没有义务为受害者赔偿。尽管张添林有着德国前政治犯委员会和纳粹政权受害者协会的正式会员身份，此事最终仍然不了了之。
虽然因为纳粹时期政府对华人的迫害使得德国在战后已经基本上没有了华人的踪迹，中国人向德国的移民和留学并没有因此减少。仅在二战刚刚结束后的1947年，西德占领区便已统计有中国居民180人，东德则有67人。在1960年代，又开始有大量欧洲华人搬入西德，柏林和汉堡又出现了华人密集的居住区，然而唐人街始终没能再在德国建立起来。汉堡唐人街的往事，如今也成了只有地方史学家和爱好者们才会研究的冷门话题。2009年，康斯坦茨应用技术大学的四名学生制作了一部名为《陌生的家乡》的纪录短片，采访张添林之女张雪芳，围绕香港饭店讲述了汉堡唐人街的故事。德国联邦教育及研究部将该片评为“2009/2010中德科教年最佳影片”，并在2010年上海世博会德国馆播放。2012年9月，汉堡的圣保利档案馆邀请德国历史学家、汉堡当代历史研究中心研究员、德国华人史的专家拉尔斯·阿曼达为关于汉堡唐人街的一块新纪念牌撰写了一篇简介，这块纪念牌如今就立于汉堡唐人街原址上。2021年6月28日，德国的“绊脚石”项目在唐人街原址的街道地面上安放了写有13名遇难华人名字的“绊脚石”，纪念纳粹德国对汉堡华人的迫害。